# Lenkershof
Lenkershof ist ein Gemeindeteil der Gemeinde Aurachtal im Landkreis Erlangen-Höchstadt (Mittelfranken, Bayern). Lenkershof liegt in der Gemarkung Münchaurach.

## Geografie
Die Einöde besteht aus zwei Wohngebäuden (Nr. 12 und 16), die in der Hausnummerierung dem Gemeindeteil Dörflas zugerechnet werden, und acht Nebengebäuden. Im Ort gibt es derzeit eine Biogasanlage. Die Einöde liegt am Nordufer des Reichenbachs, der ein Kilometer weiter östlich als linker Zufluss in die Mittlere Aurach mündet, und einem namenlosen Bach, der unmittelbar östlich in den Reichenbach mündet. 0,5 km westlich liegt das Waldgebiet Fichtach, im Nordosten grenzen die Reitäcker an. Ein Anliegerweg führt unmittelbar südlich zu einer Gemeindeverbindungsstraße, die nach Unterreichenbach (1,6 km nordwestlich) bzw. nach Falkendorf zur Staatsstraße 2244 führt (1,3 km südwestlich).

## Geschichte
Lenkershof fiel im 18. Jahrhundert dem Hochstift Bamberg zu.
Unter der preußischen Verwaltung (1792–1806) des Fürstentums Bayreuth erhielt Lenkershof bei der Vergabe der Hausnummern die Nr. 12 des Ortes Dörflas.
Von 1797 bis 1810 unterstand der Ort dem Justizamt Markt Erlbach und Kammeramt Emskirchen. Im Rahmen des Gemeindeedikts wurde Lenkershof dem 1811 gebildeten Steuerdistrikt Münchaurach zugeordnet. Es gehörte der 1813 gegründeten Ruralgemeinde Falkendorf an. Mit dem Zweiten Gemeindeedikt (1818) wurde es in die Ruralgemeinde Münchaurach umgemeindet.
Am 1. Januar 1972 wurde Münchaurach im Zuge der Gebietsreform in die neu gebildete Gemeinde Aurachtal eingegliedert.

### Baudenkmal
- Lenkershof 16: Wohnhaus

### Einwohnerentwicklung
| Jahr      | 001818 | 001861 | 001871 | 001885 | 001900 | 001925 | 001950 | 001961 | 001970 | 001987 |
| Einwohner | 9      | 15     | 20     | 18     | 12     | 16     | 37     | 14     | 13     | 11     |
| Häuser    | 2      |        |        | 2      | 4      | 2      | 2      | 2      |        | 2      |
| Quelle    | [ 8 ]  | [ 9 ]  | [ 10 ] | [ 11 ] | [ 12 ] | [ 13 ] | [ 14 ] | [ 15 ] | [ 16 ] | [ 17 ] |

## Religion
Der Ort ist seit der Reformation evangelisch-lutherisch geprägt und nach St. Peter und Paul (Münchaurach) gepfarrt. Die Katholiken sind nach  St. Magdalena (Herzogenaurach) gepfarrt.